# Далешице
Далешице (пол. Daleszyce)  —  город  в Польше, входит в Свентокшиское воеводство,  Келецкий повят.  Имеет статус городско-сельской гмины. Занимает площадь 15,50 км². Население — 2800 человек (на 2006 год).